# Себряково
Себряково — железнодорожная станция Волгоградского региона Приволжской железной дороги, расположенная в городе Михайловка Волгоградской области. Названа в честь основателя Михайловки Михаила Себрякова. В зоне тяготения станции находятся населённые пункты Себрово, Сидоры, Староселье и Отрадное. 
Станция является участковой, обслуживает пассажирские и грузовые перевозки. Имеет две пассажирские платформы — боковую и островную, обе низкие, прямой формы, длиной 300 и 490 метров соответственно. Общее количество путей — 28.

## История
Станция Себряково была открыта в 1871 году, с запуском железнодорожной линии Грязи-Царицын. Уже 25 июля первый пассажирский поезд отправился в Царицын. Писатель Ф. Д. Крюков оставил художественное описание первых поездок через станцию в очерке «На тихом Дону» (1897):
«Поезд отошёл в третьем часу утра. Мимо поезда быстро промелькнули длинные деревянные и каменные — сараи, товарные вагоны, паровая мельница, лабазы с надписью «Торговля дехтю и соли», только что проснувшиеся обыватели слободы, не спеша направлявшиеся к вокзалу, казак, державший под уздцы испуганную лошадь, равнодушные волы, лежавшие у возов с досками, хохлацкие белые хатки с тесовыми и соломенными крышами, наконец, дубовый лес по р. Медведице, река, разделённая на два русла песчаной отмелью, бледно-зелёные ивы и на ее берегу — всё это мелькнуло и торопливо скрылось из глаз».
В октябре 1905 года на станции прошли массовые волнения. В забастовках участвовали железнодорожники, рабочие мельниц, почтово-телеграфные служащие, приказчики и батраки. Собраниями принимались решения об упразднении волостного и сельского правления, учреждении союза рабочих, служащих и крестьян, публикации постановлений о передаче помещичьих земель крестьянам, введении восьмичасового рабочего дня и повышении зарплат.
В период Гражданской войны станция имела важное стратегическое значение, соединяя юг страны с центром. Это предопределило жестокие бои за станцию, здесь происходили допросы и расстрелы. 
Во время Сталинградской битвы Себряково имела важное стратегическое значение, поскольку на правом берегу Волги действовала единственная железнодорожная линия Поворино — Сталинград. Через неё шли основные поставки для Сталинградского фронта: войска, техника, боеприпасы и снаряжение. Станция неоднократно подвергалась ударам вражеской авиации. Первый массированный налёт на Михайловку произошёл 23 июля 1942 года и привёл к уничтожению железнодорожных сооружений. Всего за период битвы по станции нанесли 118 авиаударов. За годы войны через станцию Себряково прошло более 500 тысяч железнодорожных вагонов с военными грузами, а также с эвакуированными и раненными. Двенадцать работников станции погибли при исполнении служебных обязанностей, многие её сотрудники были удостоены наград за проявленное мужество и самоотверженный труд.

## Движение по станции
По графику на 2025 год через станцию курсируют следующие поезда:
Круглогодичные маршруты
- № 001И/001Ж — фирменный поезд «Волгоград» (Москва — Волгоград — Москва). Круглогодичное ежедневное курсирование;
- № 015Й/015Ж — скорый поезд (Москва — Волгоград — Москва). Круглогодичное ежедневное курсирование;
- № 089А/089Ж — скорый поезд (Санкт-Петербург — Волгоград — Санкт-Петербург).

Сезонные маршруты
- № 497Г/498С — сезонный поезд (Адлер — Ижевск — Адлер). Курсирует в период с 25 мая по 20 сентября 2025 года;
- № 531Г/532С — сезонный поезд (Адлер — Киров — Адлер). Курсирует в период с 24 мая по 2 октября 2025 года;
- № 485Й/485С — сезонный поезд (Москва — Волгоград — Москва). Курсирует с 27 декабря 2024 года по 10 января 2025 года и с 27 декабря 2025 года по 9 января 2026 года;
- № 355Ж — международный поезд (Москва — Баку, через Волгоград). Курсирует по четвергам в период с 19 декабря 2024 года по 11 декабря 2025 года.

Станция обслуживает и пригородные перевозки. В настоящее время курсируют маршруты:
- № 6517/6518 — (Арчеда — Урюпино)
- № 6817/6818 — (Волгоград — Урюпино)

## Экономическое значение
Станция выполняет разнообразные коммерческие операции, включая прием и выдачу повагонных и мелких отправок грузов, работу с универсальными контейнерами, продажу пассажирских билетов. Через станцию проходят такие грузы как стройматериалы, нефтепродукты и зерно.
К станции примыкает развитая сеть подъездных путей общей протяженностью более 32 км, обслуживающих крупные предприятия региона: АО «Себряковцемент», Себряковский маслозавод, ОАО «СКАИ» и другие.